# Flamen

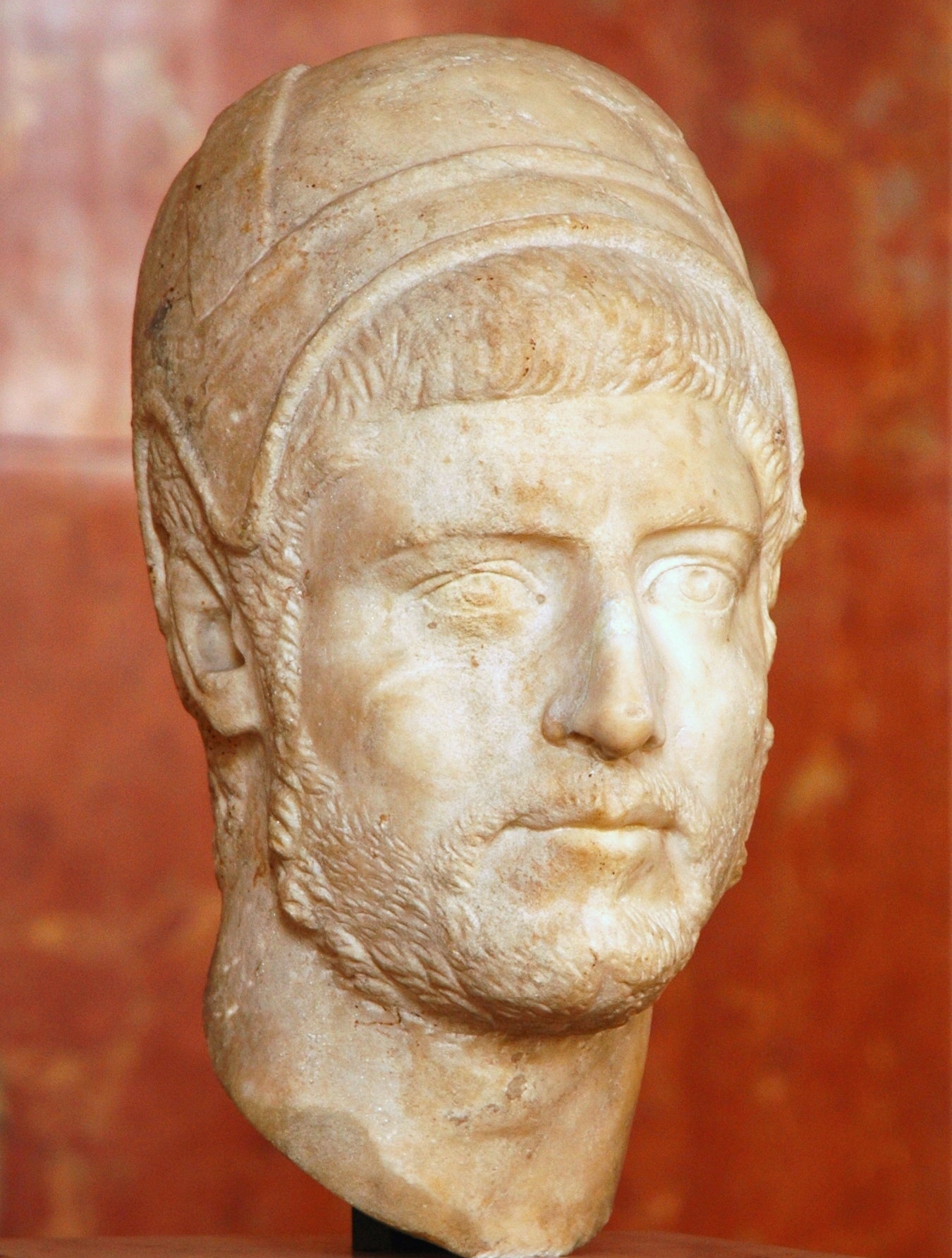
Retrat d'un flamen. Museu del Louvre.

Flamen (flamines en llatí plural) eren els sacerdots dedicats al culte d'un deu concret. Al nom de Flamen s'hi afegia el de la deïtat corresponent, per exemple el Flamen Dialis, el Flamen Martialis, o el Flamen Quirinales. Plutarc diu que els dos primers, el Dialis i el Martialis, els va instituir el mateix Ròmul, Però sembla que aquests tres sacerdots els va crear Numa Pompili quan va fer la reforma de la religió romana. N'eren quinze, els tres m´s antics, anomenat flamines majores, eren escollits pel pontífex màxim i eren sempre patricis, i els altres dotze, minores, per la plebs. Les dones dels flamen es deien Flamínica, que també vestien d'una manera especial i tenien establertes certes limitacions en els seus actes. Els municipis també tenien els seus flamines.

## Tipus de flamines[1]
El déu corresponent al que cada grup de flamines consagraven la seva vida quedava recollit en el mot que acompanyava el títol:
- Flamen Dialis, el que tenia el rang més alt dins la jerarquia i era l'encarregat del culte de Júpiter.
- Flamen martialis, encarregat del culte de Mart
- Flamen quirinalis, dedicat al culte de Quirí

Els Flamines minores eren dotze sacerdots escollits per la plebs i s'encarregaven del culte de divinitats menors:
- Flamen Carmentalis, a Carmenta.
- Flamen Cerialis, a Ceres.
- Flamen Falacer o Falacrem, a Fàlacre, un antic déu itàlic que representava el cel.[2]
- Flamen Floralis o Floralemque, a Flora.
- Flamen Furrialis o Furinalem, a Furrina.
- Flamen Palatualis o Palatualem, a Palatua, la deessa protectora del turó Palatí.
- Flamen Pomonalis o Pomonalem, a Pomona.
- Flamen Portunalis, a Portunus, déu de les portes i de les claus.
- Flamen Volcanalis o Volcanalis, a Vulcà.
- Flamen Volturnalis, a Volturnus.

i dues altres divinitats no identificades pels historiadors.

## Elecció i atribucions
Els flamines portaven una gorra cònica en cuir blanc anomenada àpex, i gaudien d'un gran prestigi. Eren els encarregats de conservar a casa seva la flama sagrada, símbol de la seva funció.
Segons Aulus Gel·li, els flamen eren escollits pels comicis curiats, probablement a partir de la Lex Domitia de sacerdotiis de l'any 103 aC ja que anteriorment no es feia així. Se sap que prenien part com a tals als Comitia Calata, convocats pel rei de Roma per solemnitzar certs actes religiosos, però no es creu que els nomenessin en aquell acte. El seu nomenament es deia capti i la seva presa de possessió inaugurabantur, i estava a càrrec del pontífex màxim del que depenien. L'ofici era vitalici però podia ser obligat a renunciar (flaminio abire) per prestar un servei a l'estat, per accidents, o per altres causes. Portaven un vestit especial amb apex, laena i corona de llorer.
El flamen de més rang era el Dialis i l'inferior el Pomonalis. El Dialis gaudia de molts privilegis i honors però també de moltes limitacions, ja que no podia estar fora de la ciutat ni una sola nit ni dormir fora del propi llit més de tres nits i, per tant, no podia governar províncies per exemple, ni tampoc ser cònsol o exercir magistratures que necessitaven la sortida de Roma.
Quan els emperadors es van divinitzar es van nomenar flamines per vigilar el seu culte en cada província i van sorgir els flamens augustales, els flamens tiberii caesaris, flamens D. Juli, o més genèricament els flamen divorium omnium.

## Origen del nom
Dues teories s'enfronten per explicar l'origen del nom:
- la primera diu que el mot llatí flamen ve de filamen en referència al fil de llana que tenien sobre la seva gorra blanca.
- l'altra teoria diu que flamen vol dir bufar sobre el foc de l'altar, ja que els flamines sempre sacrificadors i guardians del foc sagrat.[1]

Georges Dumézil, en les seves obres sobre la cultura indoeuropea, suggereix un origen molt més antic que aquestes etimologies que combinen paraules llatines. Ell relaciona la paraula flamine amb la paraula sànscrita braman que designa un membre de la casta sacerdotal hindú, i veu en flamine/braman una designació sacerdotal que es remunta els orígens de la cultura indoeuropea.